# 伦纳特·罗斯隆德
伦纳特·罗斯隆德（瑞典語：Lennart Roslund，1946年2月15日—），生于马尔默，瑞典男子帆船运动员。他曾代表瑞典参加1972年夏季奥林匹克运动会帆船比赛，获得一枚银牌。